# Kahlenbergerdorf
Kahlenbergerdorf (en dialecte de Bavière centrale : Koinbeagaduaf) est l'une des 89 communautés cadastrales (Katastralgemeinden) de la ville de Vienne, en Autriche. 
Le village était une municipalité indépendante jusqu'en 1892 et fait aujourd'hui partie de Döbling, le 19e arrondissement de Vienne.  

## Géographie
Kahlenbergerdorf se trouve au nord de Vienne, sur la rive droite du Danube, dans une vallée entre les collines de Nußberg et Leopoldsberg. Au nord, Kahlenbergerdorf borde Weidling et à l'est Jedlesee. Au sud se trouve Nußdorf, à l'ouest, Josefsdorf. 
Le cimetière paroissial se trouve parmi les vignobles au-dessus du centre de Kahlenbergerdorf, qui couvre une superficie totale de 226,01 hectares. 
Dans les analyses statistiques, Kahlenbergerdorf est compté dans la région Nußdorf-Kahlenbergerdorf.

### Topographie
Kahlenbergerdorf comprend de nombreuses crêtes boisées du Wienerwald (bois de Vienne).